# Yamakawa Kikue

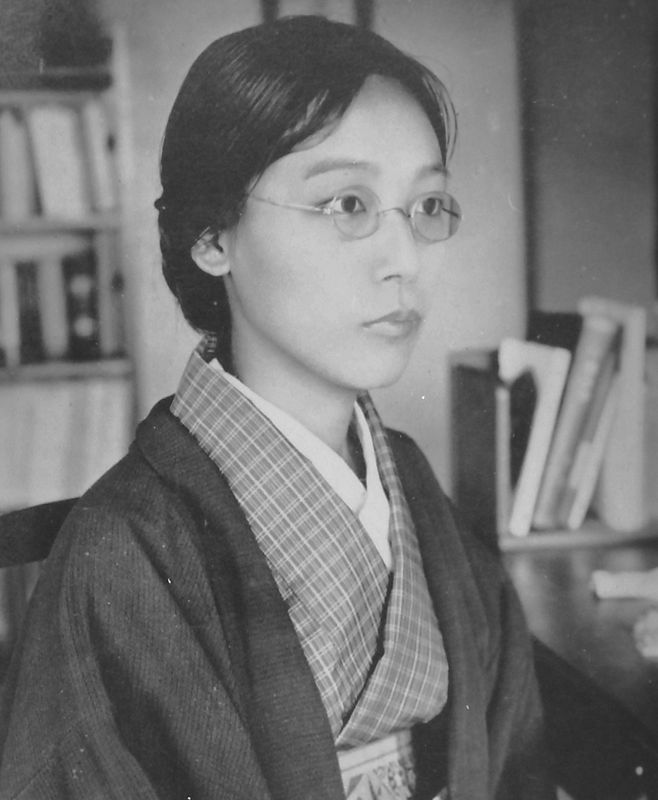
Yamakawa Kikue (1920)

Yamakawa Kikue (japanisch 山川 菊栄; geboren 3. November 1890 in Tōkyō; gestorben 2. November 1980 ebenda) war eine japanische Feministin und Sozialistin.

## Leben und Wirken
Yamakawa Kikues Vater hatte Auslandserfahrungen, ihre Mutter war eine Tochter eines konfuzianischen Gelehrten des Mitō-Han und hatte eine pädagogische Ausbildung. Yamakawa machte ihren Studienabschluss an der „Joshi eigaku juku“ (女子英学塾), der heutigen Tsuda-Universität (津田塾大学, Tsuda-juku daigaku). Schon bald darauf begann sie Essays in feministischen Magazinen wie „Seitō“ (青鞜) – „Blaustrumpf“ – und sozialistischen Zeitschriften wie „Shinshakai“ (新社会) – „Neue Gesellschaft“ – zu publizieren.
1916 heiratete sie den Sozialisten Yamakawa Hitoshi. 1921 war sie an der Gründung der ersten sozialistischen Frauenvereinigung, „Sekirankai“ (赤瀾会), der „Vereinigung rote Welle“, beteiligt.
Nach Ende des Pazifikkriegs schloss sie sich der neu gegründeten Sozialistischen Partei Japans an. Von 1947 bis 1951 wirkte sie als erste Direktorin der neu gegründeten „Abteilung für Frauen und Minderjährige“ (婦人少年局, Fujin shōnen kyoku) des Arbeitsministeriums.
Zu Yamakawas Publikationen gehören „Musansha undō to fujin no mondai“ (無産者運動と婦人の問題), „Proletarische Bewegung und die Frauenfrage“ aus dem Jahr 1929 und ihre Autobiographie „Onna nidai no ki“ (女二代の記) 1956, „Geschichte von Mutter und Tochter“.
Yamakawa war der Ansicht, „dass Frauen ihr Geschlecht unabhängig von gesellschaftlichen Normen selbst bestimmen können sollten“.
Seit 1981 wird der „Yamakawa-Kikue-Preis“ (山川菊栄賞) für Arbeiten zum Frauenrecht vergeben.